# Домбрувка (гміна Червонка)
Домбрувка (пол. Dąbrówka) — село в Польщі, у гміні Червонка Маковського повіту Мазовецького воєводства.
Населення — 294 особи (2011).
У 1975-1998 роках село належало до Остроленцького воєводства.

## Демографія
Демографічна структура станом на 31 березня 2011 року:
|          | Загалом | Допрацездатний вік | Працездатний вік | Постпрацездатний вік |
| -------- | ------- | ------------------ | ---------------- | -------------------- |
| Чоловіки | 150     | 35                 | 93               | 22                   |
| Жінки    | 144     | 21                 | 75               | 48                   |
| Разом    | 294     | 56                 | 168              | 70                   |